# Taller de Fidias

El Taller de Fidias (en griego antiguo: Ἐργαστήριον, romanizado: Ergastērion) en Olimpia fue el estudio en el que el artista creó la colosal estatua de Zeus. Pausanias lo situaba fuera del Altis del santuario de Olimpia. En los primeros tiempos del cristianismo se utilizó como iglesia.

## Historia
El monumento no fue, sin embargo, identificado en las grandes excavaciones de finales del siglo XIX. En la zona donde, según la descripción de Pausanias, debía encontrarse el edificio, los arqueólogos alemanes profundizaron en la zona comprendida ente la Palestra y el Leonideo, hallaron los cimientos de una edificación antigua, cuyos gruesos muros eran de época imperial romana. La planta del edificio originario poseía unas dimensiones de base coincidentes con la cella (sala central) del Templo de Zeus Olímpico (32,18 x 14,57 metros).
Fue construido en torno al 430 a. C. y sirvió como taller para su trabajo en la estatua criselefantina de Zeus Olímpico a gran escala para el cercano Templo de Zeus. El templo había sido terminado 26 años antes, en el 456 a. C. Fidias se trasladó a Olimpia tras completar la decoración del Partenón en la Atenas. La talla de la estatua, más tarde considerada una de las Siete Maravillas del Mundo, le llevó probablemente varios años. Por lo que se ha descubierto, el edificio podría haber estado en uso como taller en una fecha tan tardía como el 420 a. C.. Probablemente, la estatua se trasladó al templo en piezas y se volvió a montar allí.
En la campaña arqueológica de 1954-1955, los arqueólogos alemanes, dirigidos por Emil Kunze, comenzaron a profundizar las excavaciones de la zona, hasta entonces limitadas a los niveles romanos más tardíos. La confirmación se produjo en 1968: la iglesia bizantina, uno de los monumentos mejor conservados de Olimpia, era el taller de Fidias. Bajo los muros romanos aparecieron los cimientos de piedra labrada del siglo V a. C. El edificio fue fechado hacia el 440 a. C., dato cronológico que permite a su vez situar el comienzo de la gran estatua de Zeus.
Aunque el edificio del taller estaba destinado a ser temporal, se mantuvo en uso y fue modificado hasta la época romana. El edificio se utilizaba al menos como santuario, con altares dedicados a varios dioses. En la primera época cristiana, hacia 435-451 d. C., el edificio se convirtió en iglesia al construirse sobre las partes supervivientes iglesia basílica. Fue la primera iglesia paleocristiana conocida de toda la región de Élide. La iglesia fue destruida por un terremoto en 550.

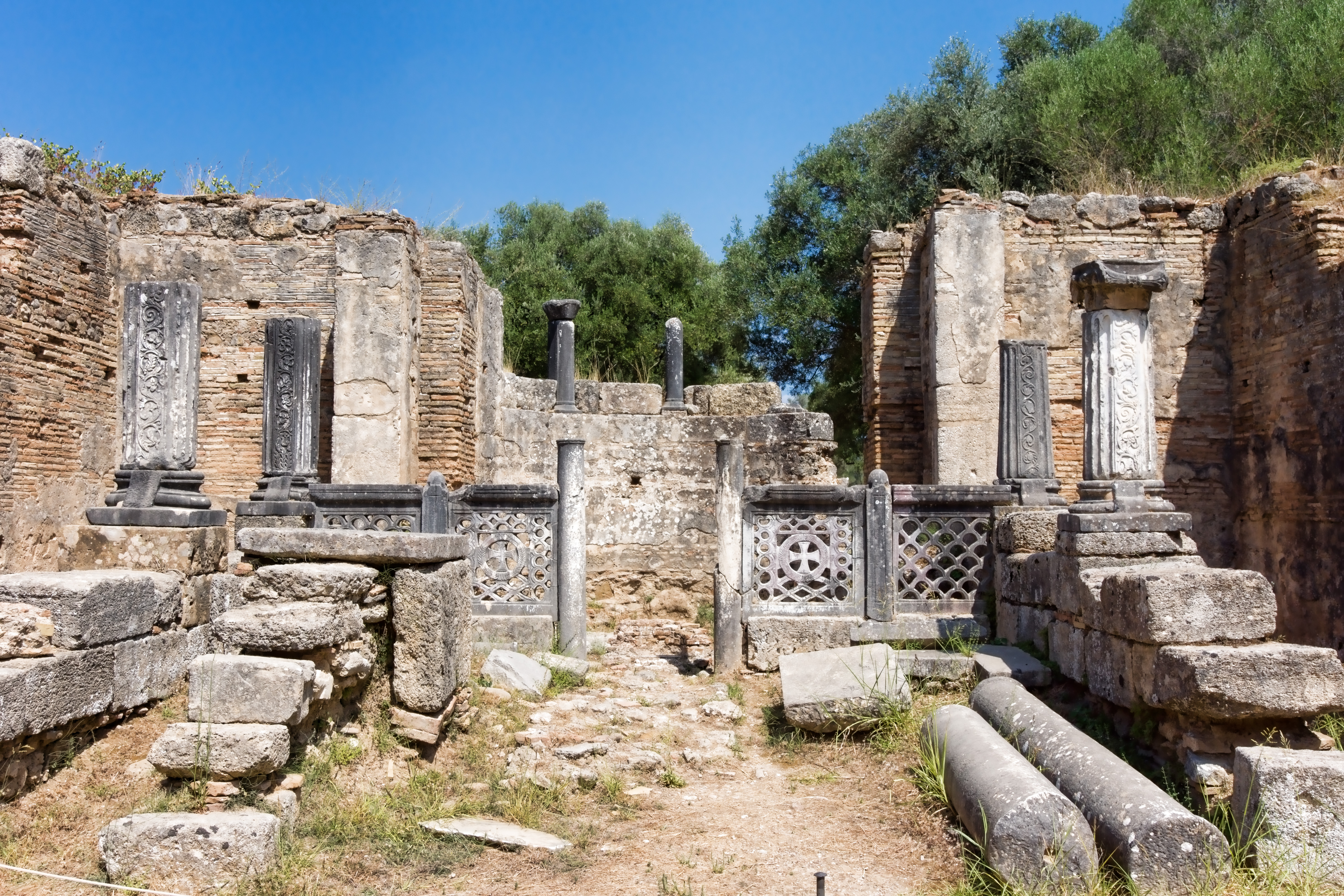
Taller de Fidias.

Las alteraciones, modificaciones y reparaciones sucesivas habían desfigurado notoriamente su originaria estructura, cuyos muros elevados sobre una planta rectangular debieron poseer nueve ventanas en cada lado de los dos más largos, lo que, unido a la elevada y espaciosa puerta central, debieron ser elementos suficientes para permitir una adecuada iluminación diurna.

## Descripción

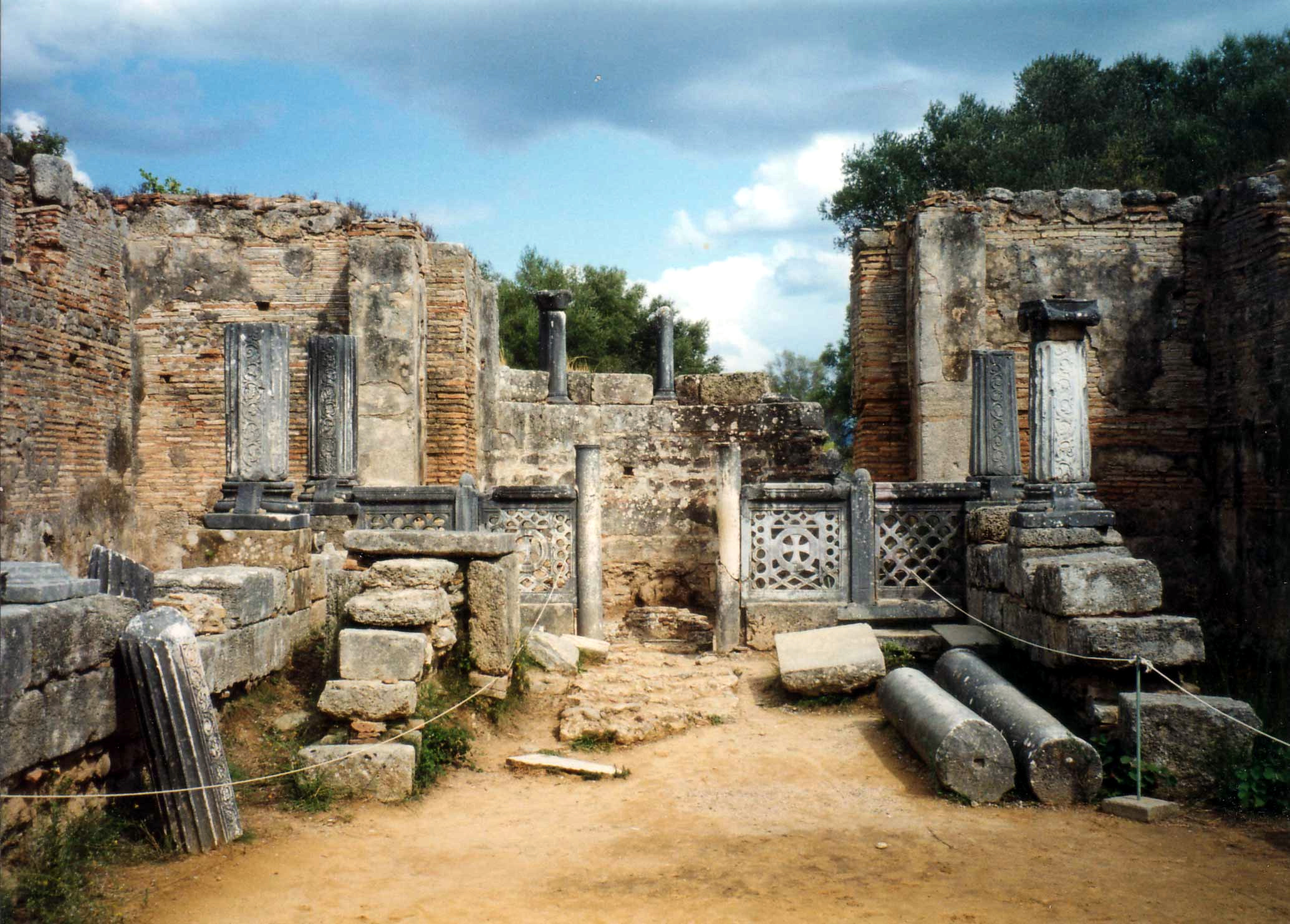
Interior de las ruinas del taller. Son visibles los restos del recinto de conchas de mármol de la fase eclesiál.

El edificio del taller se encuentra fuera de la zona de témenos o Altis de Olimpia, al oeste del templo de Zeus. El edificio es de planta rectangular y está construido en dirección este-oeste. Mide unos 32,2 m de largo y 14,6 m de ancho. El edificio consta de dos salas y su entrada estaba por el este, frente al templo. La sala occidental tenía en su interior dos filas de columnas que la dividían en tres naves. La planta y las proporciones son similares a las de la naos del templo de Zeus, lo que evidentemente pretendía facilitar el trabajo del artista en la construcción de la estatua.
El edificio es de piedra caliza local, rica en conchas. Al sur del taller había edificios más pequeños, quizá para alojar a los trabajadores.
En el interior, un andamiaje de piedra permitiría la colocación de hasta tres plataformas de distintos niveles que daban acceso directo a las diversas partes de la estatua, que se iría montando sobre el espacio central al que comunicaban los andamios. La estatua de Zeus, sin embargo, no fue realizada sobre un conjunto unitario, ya que los distintos elementos de que constaba podrían ir siendo sucesivamente montados y ensamblados sobre el armazón central de madera. De ahí que la elaboración y manipulación de las diversas piezas de reducido volumen se realizase en otras pequeñas dependencias contiguas al edificio central, que desempeñaban el papel de talleres anexos.
También constaba la instalación de dos hornos para fundición y una gran caldera de bronce que estaba colocada sobre un fuste y era usada posiblemente como recipiente de agua, que se extraería de un pozo excavado dentro del taller, con el brocal y la superficie interior recubiertos de piedra.

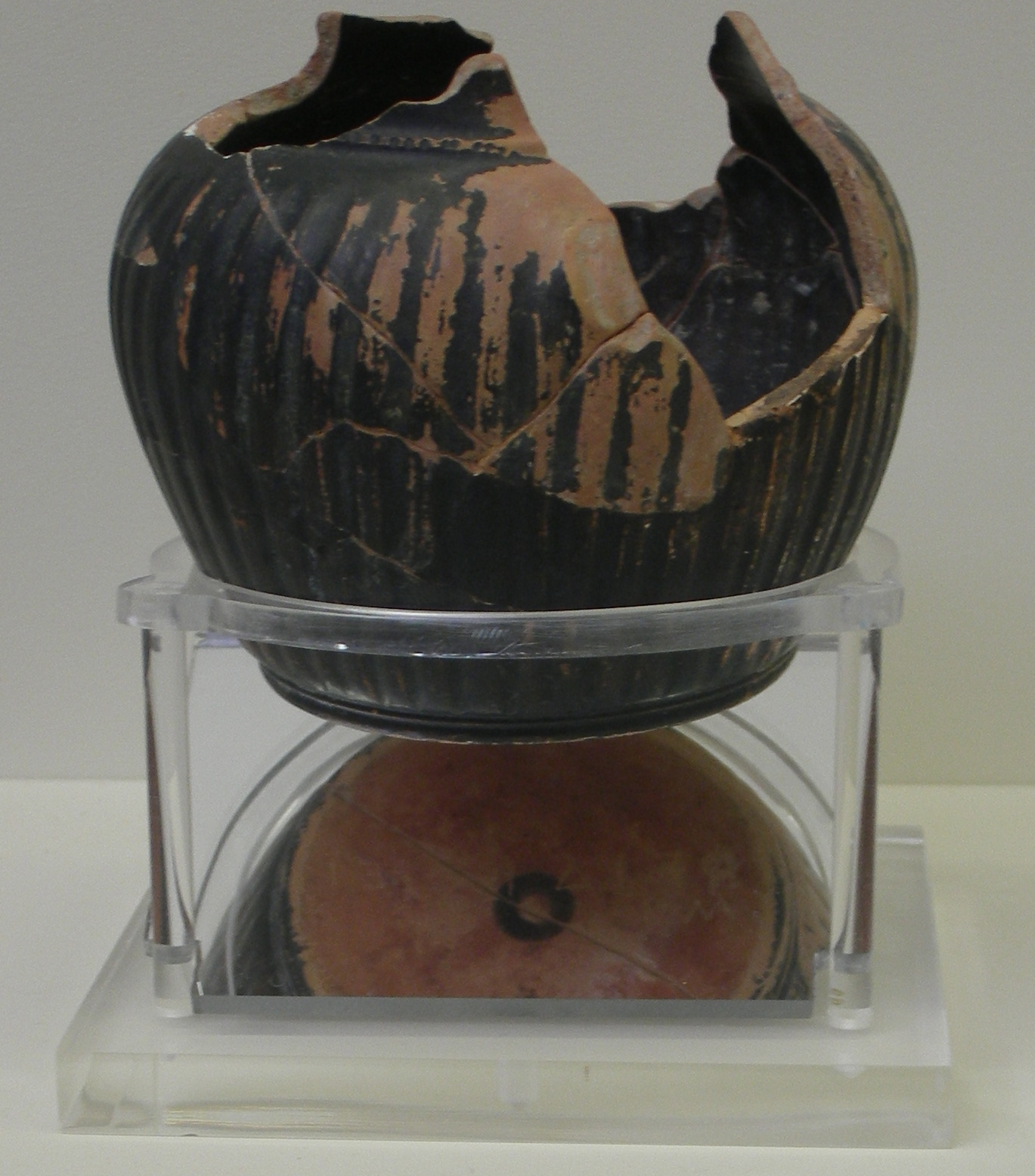
Enócoe de Fidias con la inscripción ΦEIΔIO EIMI. Segunda mitad del siglo V a. C.

Dentro del recinto del taller, salieron a la luz numerosos utensilios de diversa índole como grabadores de hueso, cinceles, un yunque pequeño, un pequeño martillo para embutir o engastar, y herramientas de bronce. Se hallaron innumerables «desechos de elaboración» del Zeus: fragmentos de marfil, ornamentos de vidrio, matrices de terracota para las partes doradas y, como confirmación decisiva de la identificación del edificio, un pequeño enócoe de arcilla de superficie acanalada recubierta de barniz negro, en cuya base figuraba la una inscripción ΦEIΔIO EIMI, es decir «Yo soy (la propiedad) de Fidias», con lo que quedaba probada la estancia en Olimpia del gran escultor.
En la zona en otra época ocupada por los hornos, se encontraron trozos y recortes de bronce, así como diversos fragmentos de otros metales y en especial escudos, cascos, espinilleras, asas de calderas, y trozos de trípodes y recipientes amontonados.

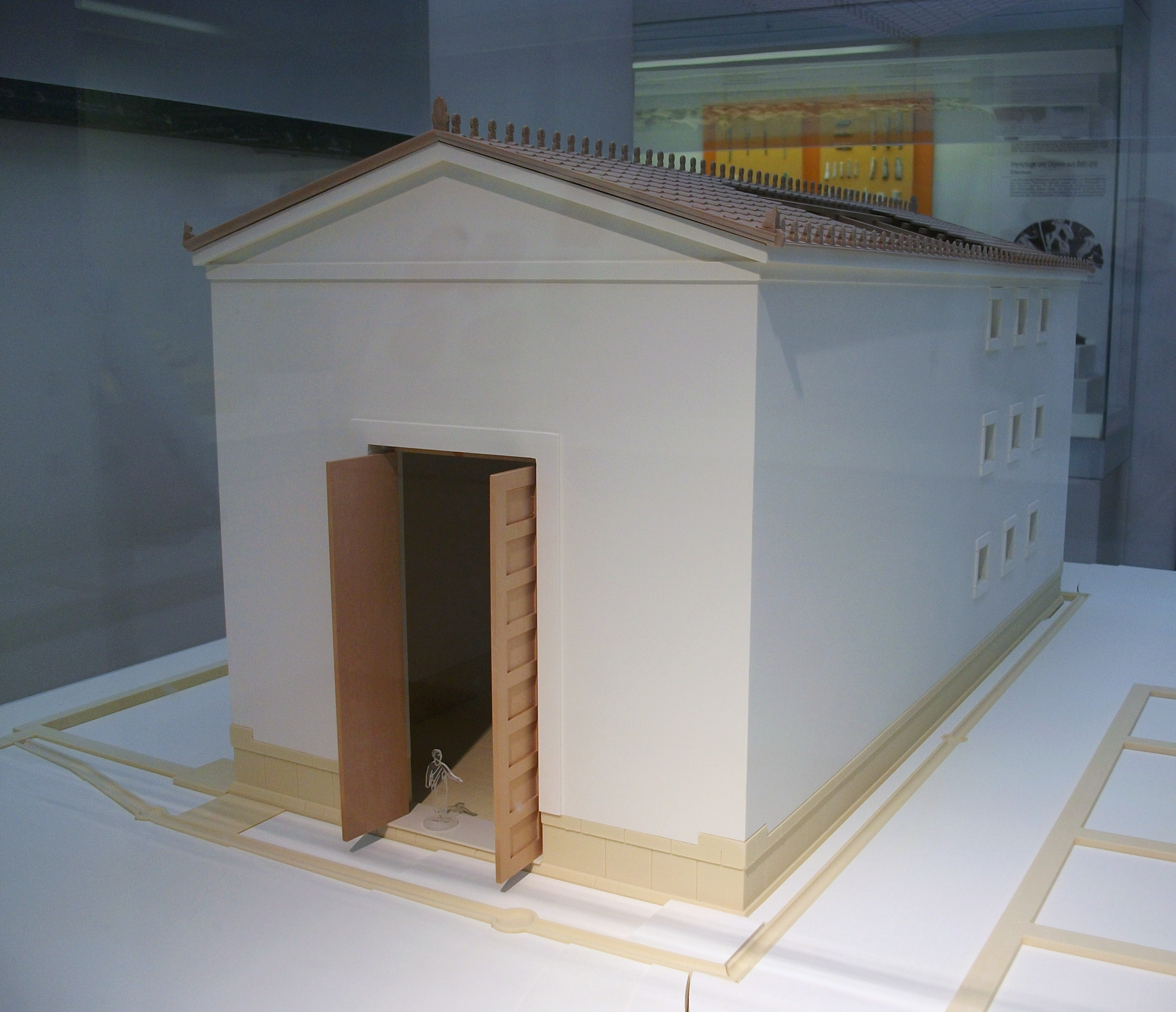
Maqueta del taller.

También en las inmediaciones del edificio central, fueron halladas astillas y escamas de hueros, piezas de obsidiana, fragmentos de cristal de roca y de cristal tallado, y un elevado número de moldes de diversos tamaños y formas, todos de arcilla cocida y alguno de los cuales poseía un varillaje interior de hierro. Los arqueólogos dedujeron que la diversa forma y tamaño de los moldes hallados suponía haber sido aplicados en la construcción de dos estatuas de muy dispar tamaño, la de Zeus y la de la Niké que sostenía sobre su mano derecha. La arcilla blanda ligeramente cocida de que estaban fabricadas las matrices presupone que estaban destinada a manipular un material fácilmente maleable como el oro.
A todo el variado número de instrumentos y utensilios técnicos, así como los restos de materiales preciosos que progresivamente fueron apareciendo, se unió el hallazgo de una copiosa cantidad de utillaje doméstico, tal como lámparas, platos, cuencos, jarrones, tapas, tazones, ánforas, etc., prueba de la cotidiana habitabilidad del lugar en otro tiempo.
El gran templo de Zeus y el taller de Fidias son los edificios más importantes erigidos en Olimpia en el curso del siglo V a. C.. En el taller, convertido en una construcción permanente, quizá residieron los sacerdotes fedintos o fedrintos, que se ocupaban del mantenimiento de la estatua de Zeus.
La basílica paleocristiana tenía tres naves y un ábside y un altar en el extremo este, donde solía estar la entrada. La entrada estaba en el extremo sur del nártex, que después estaba en el extremo oeste. Las paredes eran de ladrillo, el suelo de mármol y el techo de madera. Se conserva el armazón bajo de la iglesia, que era de mármol.